# Monique
Monique ist ein weiblicher Vorname. Er ist die französische Form von Monika.

## Bekannte Namensträgerinnen
- Monique (Sängerin) (* 1977), Schweizer Sängerin

- Monique Adolphe (1932–2022), französische Wissenschaftlerin
- Monique Alexander (* 1982), US-amerikanische Pornodarstellerin
- Monique Angermüller (* 1984), deutsche Eisschnellläuferin
- Monique de la Bruchollerie (1915–1972), französische Pianistin
- Monique Chaumette (* 1927), französische Schauspielerin
- Monique Coleman (* 1980), US-amerikanische Schauspielerin
- Monique Covet (* 1976), ungarische Pornodarstellerin
- Monique Éwanjé-Épée (* 1967), französische Hürdenläuferin
- Monique Gabrielle (* 1963), US-amerikanisches Model und Schauspielerin
- Monique Garbrecht-Enfeldt (* 1968), deutsche Eisschnellläuferin
- Monique Henderson (* 1983), US-amerikanische Leichtathletin
- Monique Hennagan (* 1976), US-amerikanische Leichtathletin
- Monique Jacot (1934–2024), Schweizer Fotografin und Künstlerin
- Monique Kavelaars (* 1971), kanadische Fechterin
- Monique Kerschowski (* 1988), deutsche Fußballspielerin
- Monique Laederach (1938–2004), Schweizer Schriftstellerin und Literaturkritikerin
- Monique Lange (1926–1996), französische Schauspielerin, Autorin und Übersetzerin
- Monique Ludwigs (* 1971), deutsche Gewichtheberin
- Monique Parent (* 1965), US-amerikanische Schauspielerin und Model
- Monique Riekewald (* 1978), deutsche Skeletonpilotin
- Monique Saint-Hélier (1895–1955), Schweizer Schriftstellerin
- Monique Scheer (* 1967), deutsch-US-amerikanische Kulturwissenschaftlerin
- Monique Spartalis (* 1966), dänische Popsängerin
- Monique Teillaud (* 1961), französische Mathematikerin und Informatikerin
- Monique Truong (* 1968), US-amerikanische Schriftstellerin vietnamesischer Abstammung
- Monique van de Ven (* 1952), niederländische Schauspielerin
- Monique van der Vorst (* 1984), niederländische paralympische Sportlerin
- Monique Wittig (1935–2003), französische Schriftstellerin und feministische Theoretikerin
- Monique Wölk (* 1976), deutsche Politikerin (SPD)

## Sonstiges
- Monique (Schiff), im Pazifik versunkenes französisches Passagierschiff
- Mount Monique, Berg auf der Charcot-Insel, Antarktis